# クアンバ
クアンバ（ポルトガル語: Cuamba）はモザンビークのニアサ州の都市である。

## 交通

### 鉄道
- ナカラ鉄道（英語版）

### 道路
- 国道13号線 (モザンビーク)（N13）

### 空港
- クアンバ空港（英語版）